# Horná Potôň
Horná Potôň (Hongaars: Felsőpatony) is een Slowaakse gemeente in de regio Trnava, en maakt deel uit van het district Dunajská Streda.
Horná Potôň telt 1.917 inwoners.